# Valdelacalzada
Valdelacalzada (extremadurai nyelven Val-de-La-Calçá) község Spanyolországban, Badajoz tartományban. Valdelacalzada Badajoz, Montijo, Puebla de la Calzada, Lobón, Talavera la Real és Pueblonuevo del Guadiana községekkel határos. Lakosainak száma 2755 fő (2024).

## Népesség
A település népessége az utóbbi években az alábbiak szerint változott:
| Lakosok száma | 2590 | 2591 | 2640 | 2804 | 2852 | 2752 | 2782 | 2711 | 2731 | 2755 |
|               | 2001 | 2004 | 2006 | 2009 | 2011 | 2014 | 2016 | 2019 | 2021 | 2024 |